# تراسل مزعج

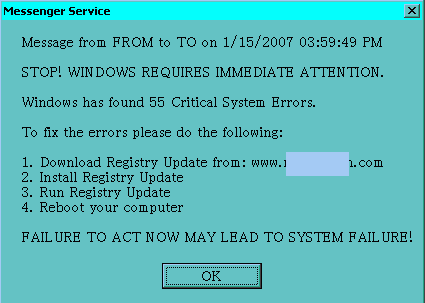
نافذة إعلان مزعج.

التراسل المزعج هو شكل من أشكال التراسل يتم عبر برنامج خدمة مراسلة فورية بأنواعها المختلفة.